# NGC 4174
NGC 4174 is een spiraalvormig sterrenstelsel in het sterrenbeeld Hoofdhaar. Het hemelobject werd op 11 april 1785 ontdekt door de Duits-Britse astronoom William Herschel. Samen met NGC 4169, NGC 4173, en NGC 4175 vormt NGC 4174 Hickson Compact Group 61.

## Synoniemen
- UGC 7206
- KUG 1209+294B
- MCG 5-29-34
- ARAK 351
- ZWG 158.44
- HCG 61D
- MK 761
- PRC C-39
- PGC 38906